# Tell Her About It
«Tell Her About It» es una canción escrita e interpretada por Billy Joel lanzada en julio de 1983 como primer sencillo de su álbum An Innocent Man (1983).
En Estados Unidos alcanzó el puesto número 1 en la lista Billboard Hot 100 durante una semana el 24 de septiembre de 1983 y en la lista Billboard Adult Contemporary. Llegó al puesto número 2 en Irlanda, al 3 en Sudáfrica y al 4 en Canadá y Reino Unido.
El sencillo fue certificado disco de oro por ventas de más de 500.000 copias en Estados Unidos por la RIAA y en Canadá por ventas de más de 50.000 copias por Music Canada. En Reino Unido fue certificado disco de plata por ventas de más de 250,000 copias por la BPI.
Una versión remezclada por John "Jellybean" Benítez también fue lanzada como un maxisencillo de 12". El lado B incluía la canción de Joel "Easy Money" del mismo álbum, y una grabación en vivo de la canción "You Got Me Hummin'" escrita por Isaac Hayes y David Porter.

## Vídeo musical
El video muestra a Joel cantando la canción como si estuviera en The Ed Sullivan Show en 1963. Un imitador de Ed Sullivan (Will Jordan) presenta a Joel (como "B.J. and the Affordables") después de que Topo Gigio termina su parodia. Durante la canción hay diferentes escenas de adolescentes viendo a Joel en la televisión en casa, apiñados alrededor de los escaparates de las tiendas de electrodomésticos mirándolo y bailando. Incluso hay una breve escena de un cosmonauta soviético en el espacio escuchando la canción, con la letra mostrada en la parte inferior en idioma ruso y en alfabeto cirílico. Al final del video, el comediante Rodney Dangerfield está allí preparándose para subir al escenario bajo la falsa impresión de que él es el siguiente. "Patriska the Dancing Bear" es llamado al escenario, para incredulidad de Dangerfield.

## Posicionamiento en listas
| Lista (1983-1984)                     | Máxima posición |
| ------------------------------------- | --------------- |
| Australia (Kent Music Report)         | 9               |
| Bélgica (Flandes) (Ultratop 50)       | 19              |
| Canadá (The Record)                   | 4               |
| Canadá (RPM Top Singles)              | 5               |
| Estados Unidos (Billboard Hot 100)    | 1               |
| Estados Unidos (Cash Box Top 100)     | 3               |
| Estados Unidos (Adult Contemporary)   | 1               |
| Estados Unidos (Mainstream Rock)      | 17              |
| Irlanda (IRMA)                        | 2               |
| Nueva Zelanda (Recorded Music NZ)     | 12              |
| Países Bajos (Dutch Top 40)           | 27              |
| Países Bajos (Mega Single Top 100)    | 39              |
| Reino Unido (Official Charts Company) | 4               |
| Sudáfrica (Springbok Radio)           | 3               |